# Rafael Armenteros
Rafael Armenteros (* 1922; † 5. März 2004) war ein spanischer Teilchenphysiker, der eine der führenden Persönlichkeiten bei den verschiedenen Blasenkammerexperimenten des CERN war. Armenteros machte 1946 seinen Abschluss in Physik am Imperial College London und begann seine wissenschaftliche Karriere an der Universität Manchester. Nachdem er mit Patrick Blackett und Clifford Charles Butler und später mit Félix Leprince-Ringuet an der École Polytechnique über kosmische Strahlung gearbeitet hatte, arbeitete er anschließend mit Charles Peyrou am CERN.
Armenteros ist vor allem für die Methode bekannt, die er 1953–1954 gemeinsam mit Jiří Podolský entwickelt hat. Diese Technik wird bei der Analyse der Dynamik von Zweikörper-V-Zerfällen eingesetzt, und die entsprechende Darstellung der Daten ist als Armenteros-Podolansky-Plot bekannt. Diese Plots gehörten zu den ersten öffentlichen Ergebnissen der LHC-Experimente, da die auf diese Weise untersuchten {\displaystyle K_{S}^{0}}-Mesonen und (Anti-) Lambda-Baryonen gute Beispiele für die Demonstration der Leistungsfähigkeit der Tracking-Systeme sind.